# Schaefferia lottiae
Schaefferia lottiae är en benvedsväxtart som beskrevs av C.L. Lundell. Schaefferia lottiae ingår i släktet Schaefferia och familjen Celastraceae. Inga underarter finns listade.